# بيتا موجهة الغدد التناسلية المشيمائية
وحدة بيتا من الكوريوجونادوتروبين (CG-beta) تُعرف أيضًا باسم سلسلة بيتا موجهة الغدد التناسلية المشيمائية، وهي بروتين يتم ترميزه في البشر بواسطة جين CGB.
هذا الجين هو عضو في عائلة سلسلة بيتا من الهرمونات السكرية ويرمز للوحدة الفرعية بيتا 3 من الغونادوتروبين المشيمائي (CG). الهرمونات السكرية هي ثنائيات تتكون من وحدة ألفا مشتركة ووحدة بيتا فريدة تعطي الخصوصية البيولوجية. يتم إنتاج CG بواسطة الخلايا الأرومية الغاذية في المشيمة ويحفز المبيضين على تصنيع الستيرويدات الضرورية للحفاظ على الحمل. يتم ترميز الوحدة الفرعية بيتا من CG بواسطة 6 جينات مرتبة بشكل متسلسل ومقلوب على الكروموسوم 19q13.3 ومتصلة بجين الوحدة الفرعية بيتا من الهرمون الملوتن.

## البنية
يتكون CGB من 165 حمضًا أمينيًا، وله وزن جزيئي يبلغ 17.739 كيلو دالتون. على هذا البولي ببتيد، هناك 7 مواقع كليّة للتسكير، تشمل 28 موقعًا من السكريات المتصلة بالنيتروجين (N-linked glycans) في موقعين و15 موقعًا من السكريات المتصلة بالأكسجين (O-linked glycans) في 5 مواقع. توجد مواقع التسكير بالنيتروجين في Asn33 وAsn50. أما مواقع التسكير بالأكسجين فتوجد في Ser138 وSer141 وSer147 وSer152 وSer158. هناك أيضًا ثلاثة مواقع للفسفرة، توجد في Ser86 وSer116 وThr117. هناك ستة أزواج من الروابط الثنائية الكبريتية (disulfide pairings)، توجد في 9-57 و23-72 و26-110 و34-88 و38-90 و93-100. بالإضافة إلى ذلك، هناك 10 مواقع معروفة للطفرات على بولي ببتيد CGB، توجد في مواقع الأحماض الأمينية 33 و35 و50 و52 و137 و138 و141 و147 و152 و158. هناك لولب ألفا من مواقع الأحماض الأمينية 1-15، ومنعطف من المواقع 115-117. هناك أيضًا صفائح بيتا من المواقع 47-60 و67-69 و75-88 و99-112 و118-121. يتميز بولي ببتيد CGB أيضًا بمرونة غير عادية مقارنة ببولي ببتيدات أخرى ذات بنية ووظيفة مماثلة. كما يُشار إلى مستوى تسكيره بأنه "تركيز شديد"، حيث يكون الغونادوتروبين المشيمائي البشري (hCG) الأساسي مسكرًا بنسبة 30% بالوزن، وصولاً إلى 42% تسكير في "hCG المفرط التسكير" بالوزن. من المهم هنا ملاحظة أن هرمون hCG الكامل هو ثنائي الوحدات، حيث يتكون من وحدة ألفا ووحدة بيتا. الوحدة ألفا متطابقة في هرمون hCG، والهرمون الملوتن (LH)، والهرمون المنبه للجريب (FSH)، والهرمون المنبه للغدة الدرقية (TSH). الوحدة بيتا لكل من هذه الهرمونات هي التي تحدد خصوصيتها ووظيفتها. علاوة على ذلك، تُظهر الوحدات الفرعية بيتا لـ hCG وLH وFSH وTSH درجة عالية من التشابه في التسلسل في أول 114 حمضًا أمينيًا من البولي ببتيد، حيث يُظهر LH تشابهًا بنسبة 85%، وFSH بنسبة 36%، وTSH بنسبة 46%. أحد الأسباب المحتملة لهذا التشابه العالي في التسلسل بين hCG وLH هو حقيقة أن الوحدات الفرعية بيتا لكليهما ترتبط بنفس المستقبل، مما يعكس وظيفة بيولوجية مشتركة ومسارًا كيميائيًا حيويًا.

## الترميز والتشابه
تشير تسلسل النوكليوتيدات الأولية للجين الذي يرمّز للوحدة الفرعية بيتا من الغونادوتروبين المشيمائي البشري (CGB) إلى أن CGB تطور من نسخة مكررة للوحدة الفرعية بيتا من الهرمون الملوتن (LH)، وهو هرمون سكري آخر له تأثير كبير على الحمل، ويتم التعبير عنه في الغدة النخامية الأمامية. أظهرت الدراسات اللاحقة أن البشر يمتلكون ست نسخ من جين CGB، والتي توجد مع جين LHB على الكروموسوم 19q13.33. تشترك جينات CGB وLHB البشرية في درجة عالية جدًا من التشابه في تسلسلها، حيث تصل إلى 94%. يتكون هذا التسلسل النوكليوتيدي من 3 إكسونات. من بين الجينات الستة التي ترمّز لـ CGB، هناك أربعة جينات وظيفية. تشمل هذه الجينات CGB وCGB5 وCGB7 وCGB8. تشترك هذه الجينات الأربعة في تشابه بنسبة 97-99% في تسلسل الحمض النووي، وترمّز للوحدة الفرعية بيتا الوظيفية من hCG. على الرغم من أن جينات CGB1 وCGB2 تشبه في تسلسلها الجينات الأربعة الأخرى المذكورة سابقًا (بنسبة 85%)، إلا أنها ترمّز لبروتين افتراضي جديد يتكون من 132 حمضًا أمينيًا ولا يشترك في أي تشابه مع الوحدة الفرعية الوظيفية لـ CGB. نتج هذا عن إدخال جزء من الحمض النووي في المنطقة غير المترجمة (UTR) 5' من جينات CGB1 وCGB2، مما أدى إلى إنشاء إكسون جديد واحد وإحداث إزاحة في إطار القراءة المفتوح لإكسونات اثنين وثلاثة.

## الوظيفة
على الرغم من أن هرمون hCG الكامل هو ثنائي الوحدات يتكون من وحدة ألفا ووحدة بيتا، إلا أن الوحدة الفرعية بيتا وحدها هي المسؤولة عن تحديد وظيفة hCG. لذلك، في هذا القسم، سنشير إلى hCG على أنها الوحدة الفرعية بيتا CGB، نظرًا لأن هذه الوحدة الفرعية هي المسؤولة عن وظيفتها ذات الصلة بالحمل. يتم إنتاج CGB فقط في جسم الإنسان أثناء الحمل. يعتبر CGB أول جزيء محدد يتم تصنيعه بواسطة الجنين، حيث يتم نسخ RNA الخاص به في مرحلة مبكرة جدًا تصل إلى مرحلة الثماني خلايا. يتم تصنيع هذا الهرمون السكري أولاً بواسطة الأرومة الغاذية، وهي الطبقة الخارجية للكيسة الأريمية. ستتحول الكيسة الأريمية إلى الجنين، وستصبح الأرومة الغاذية جزءًا من المشيمة. تطلق الكيسة الأريمية/الأرومة الغاذية CGB في تجويف الرحم، والذي يتمكن بطريقة ما من الوصول إلى مستقبل hCG/LH على سطح بطانة الرحم. مرة أخرى، الوحدة الفرعية بيتا من hCG (وأيضًا LH) هي التي ترتبط بالمستقبل، حيث أن الوحدات الفرعية ألفا لكلا الهرمونين، وكذلك FSH وTSH، متطابقة. هذه الاتصالات غير الوعائية بواسطة CGB ملحوظة للغاية، ولا يزال من غير المفهوم تمامًا كيف يتمكن CGB من التواصل مع سطح بطانة الرحم دون الارتباط به. يؤدي ارتباط CGB بمستقبل hCG/LH إلى تحضير بطانة الرحم لانغراس الكيسة الأريمية. يعزز CGB التسامح المناعي وتكوين الأوعية الدموية عند الواجهة الأمومية الجنينية في بطانة الرحم، وهو أمر بالغ الأهمية لإنشاء حمل ناجح. من خلال تحفيز تكوين الأوعية الدموية، يوفر CGB المشيمة بإمداد دم أمومي كافٍ، مما يوفر للجنين التغذية الأساسية التي يحتاجها أثناء غزوه لبطانة الرحم. كملخص شامل: يعزز CGB إنتاج البروجسترون بواسطة خلايا الجسم الأصفر، ويعزز تكوين الأوعية الدموية في الأوعية الرحمية، ويعزز اندماج خلايا الأرومة الغاذية والتمايز اللاحق لتكوين خلايا الأرومة الغاذية المخلوية، ويعزز منع أي عمل مناعي أو بلعمي من قبل الجهاز المناعي الأمومي على الخلايا الغازية للمشيمة، ويبدأ النمو المناسب للرحم بالتوازي مع نمو الجنين، ويمنع أي تقلصات في عضلة الرحم أثناء الحمل، ويحفز نمو وتمايز الحبل السري، ويحضر بطانة الرحم لانغراس الجنين القادم، ويعمل على مستقبل في دماغ الأم مسببًا غثيانًا وقيئًا شديدًا، وقد ثبت أيضًا أنه يعزز نمو أعضاء الجنين أثناء الحمل.

### الخصائص المناعية
من بين العديد من الوظائف الحرجة لـ CGB، تأتي آثاره المناعية على الاستجابة الأمومية للجنين. يعتبر تنشيط تحمل مناعي عالي التخصص للجنين أمرًا ضروريًا لمنع رفض الجهاز المناعي الأمومي للجنين، وبالتالي ضمان التطور الناجح للجنين وانغراسه. بينما يكون للإجهاض التلقائي والإجهاض المتكرر أسباب متعددة، فإن الاستجابة المناعية الأمومية للجنين المنغرس تعتبر واحدة من الأسباب الرئيسية، حيث يرتبط ذلك بشكل خاص بخلايا CD4+ التائية في الجهاز المناعي. لفهم تأثير هذه الخلايا على نجاح الحمل، نحتاج إلى نظرة عامة مختصرة عنها. يتم تصنيف هذه الخلايا إلى أربع مجموعات فرعية: الخلايا التائية المساعدة (Th) 1، وTh2، وTh17، والخلايا التائية التنظيمية (Treg). أظهرت الدراسات أن المرضى الذين يعانون من الإجهاض المتكرر يمتلكون مناعة تهيمن عليها ما يسمى بفرضية Th1/Th2. ومع ذلك، أظهرت دراسات لاحقة أن نموذج Th1/Th2 ليس كافيًا لوصف التأثيرات المناعية التي تؤدي إلى رفض الجنين، وبالتالي تم توسيعه ليشمل نموذج Th1/Th2/Th17 وخلايا Treg. وفقًا لعلم المناعة، تم وصف خلايا Th17 وTreg على أنها مجموعات فرعية من الخلايا الليمفاوية تظهر تمايزًا واضحًا عن خلايا Th1 وTh2. تلعب هذه الخلايا دورًا رئيسيًا في تطور أمراض المناعة الذاتية والعدوى. أظهرت دراسات متعددة أن اختلال التوازن بين Th17/Treg يرتبط بالإجهاض المتكرر. بينما ناقشت العديد من الدراسات وأظهرت الآثار المثبطة للمناعة لـ CGB على تكاثر الخلايا التائية، أظهرت دراسات أخرى تأثيرًا ترويضيًا متناقضًا، مما يعمق فكرة البيئة المثبطة للمناعة أثناء الحمل التي يسببها CGB. يشجع CGB غزو الأرومة الغاذية وتكاثر خلايا الثيكا الخلالية من خلال الإفراط في تنظيم إشارات ERK وAKT، ويتطلب تحفيز إنتاج الليبتين بواسطة CGB حوارًا بين مسارات cAMP وp38 مسارات الإشارة في الأرومة الغاذية المخلوية. كما أظهرت الدراسات أن CGB له تأثير إيجابي على تكاثر خلايا CD4+25+ التائية ويجذب هذه الخلايا إلى بطانة الرحم في مراحل الحمل المبكرة. تلعب الخلايا المناعية الموجودة في موقع الانغراس دورًا نشطًا في انغراس الجنين. وبالتالي، من خلال تنظيم الخلايا التائية Th1 المسببة للالتهاب والخلايا التائية Th2 المضادة للالتهاب، يلعب CGB دورًا بالغ الأهمية في انغراس الجنين بنجاح في جدار بطانة الرحم.

### الخصائص الوعائية وتكوين الأوعية الدموية
يتم التأثير الوعائي لـ CGB على الخلايا البطانية بشكل دقيق من خلال تنشيط مستقبل hCG/LH ومسار PKA/cAMP. من خلال ارتباط CGB بمستقبل hCG/LH، يتم تنشيط مسار PKA/cAMP، مما يساعد على تحفيز تكوين الأوعية الدموية وإنشاء طريق سريع ثنائي الاتجاه للتغذية للجنين والجنين اللاحق. يحفز ثنائي بيوتيريل cAMP نمو الأوعية الدموية من الحلقة الأبهرية، مما يؤكد أهمية مسار PKA، وكذلك مسار CGB السابق، خلال هذه الاستجابة الوعائية. وبالتالي، تم ملاحظة وتأكيد التأثيرات الوعائية المباشرة لـ CGB على الخلايا البطانية في الحلقة الأبهرية، وCAM، وسدادة الماتريجيل، وتكاثر الخلايا البطانية. في الحمل الطبيعي، يرتبط تعبير CGB بتحفيز تكوين الأوعية الدموية في بطانة الرحم في مراحل الحمل المبكرة، مع زيادة إمداد الدم وتعديل الأوعية الدموية الرحمية من خلال توسيع الأوعية، وزيادة النفاذية، وتطور ونضج الأوعية الجديدة.

### تحفيز هرمونات الحمل الأخرى
يحفز CGB الجسم على إنتاج المزيد من الإستروجين والبروجسترون. بالتزامن مع CGB، تشير الزيادة في الإستروجين والبروجسترون إلى الجسم بأن الحمل يحدث، وتساعد على زيادة سماكة بطانة الرحم وإيقاف الحيض. يعتبر التوازن الدقيق بين هذه الهرمونات الثلاثة أمرًا ضروريًا للحفاظ على حمل صحي. بشكل أكثر تحديدًا، يعتبر CGB هرمونًا محفزًا للجسم الأصفر يعزز بقاء ونشاط الجسم الأصفر الستيرويدي من خلال العمل على مستقبلات الهرمون الملوتن (LHRs) المعبر عنها في خلايا الثيكا المحولة وخلايا الحبيبية. من خلال هذا التنشيط، ينتج الجسم الأصفر البروجسترون اللازم لمراحل الحمل اللاحقة. وهذا يساعد في الحفاظ على الجسم الأصفر الحيوي والنشط.